# Бредлі Джеймс (актор)
Бредлі Джеймс (англ. Bradley James; нар. 11 жовтня 1983) — англійський кіноактор, найбільш відомий за роллю Принца Артура в серіалі Пригоди Мерліна

## Кар'єра
Теледебют Бредлі відбувся в одному з епізодів серіалу Льюіс у 2008 році. Також він зіграв роль Бена Дейвіса у телеп'єсі каналу BBC Three Роз/єднано (Dis/Connected).
Його успіхом стало обрання на роль Принца Артура, юнака, якому судилося стати легендарним Королем Артуром, у фантастичному серіалі телекомпанії BBC Пригоди Мерліна. В цьому серіалі він грає у тандемі з іншим молодим актором, Коліном Морганом, який виконує головну роль.

## Фільмографія
| Рік  | Фільм                     | Роль         | Позначка                                            |
| ---- | ------------------------- | ------------ | --------------------------------------------------- |
| 2008 | Льюіс                     | Джек Рот     | Серіал — З'явився в єдиному епізоді (Музика смерті) |
| 2008 | Роз/єднано                | Бен Дейвіс   | Телеп'єса                                           |
| 2008 | Пригоди Мерліна           | Принц Артур  | Головну роль виконує Колін Морган                   |
| 2009 | Portobello 196            | Джуд         |                                                     |
| 2012 | Fast Girls                | Карл         | Фільм                                               |
| 2014 | Батьківщина               | JG Edgars    | Серіал — Сезон 4                                    |
| 2015 | Я Зомбі                   | Лоуел Трейсі | Серіал                                              |
| 2015 | Damien                    | Damien Thorn | Серіал                                              |
| 2016 | Інший світ: Кровна помста |              |                                                     |